# Фармінгтон (переписна місцевість, Мен)
Фармінгтон (англ. Farmington) — переписна місцевість (CDP) в США, в окрузі Франклін штату Мен. Населення — 4168 осіб (2020).

## Географія
Фармінгтон розташований за координатами 44°40′14″ пн. ш. 70°8′30″ зх. д. / 44.67056° пн. ш. 70.14167° зх. д. (44.670481, -70.141783).  За даними Бюро перепису населення США в 2010 році переписна місцевість мала площу 10,48 км², з яких 10,45 км² — суходіл та 0,03 км² — водойми.

## Демографія
Згідно з переписом 2010 року, у переписній місцевості мешкало 4288 осіб у 1662 домогосподарствах у складі 639 родин. Густота населення становила 409 осіб/км².  Було 1866 помешкань (178/км²).
Расовий склад населення:
| - 95,9 % — білих - 0,7 % — корінних американців - 0,3 % — чорних або афроамериканців - 0,3 % — азіатів - 0,1 % — вихідців з тихоокеанських островів |

До двох чи більше рас належало 2,3 %. Частка іспаномовних становила 1,7 % від усіх жителів.
За віковим діапазоном населення розподілялося таким чином: 11,3 % — особи молодші 18 років, 74,0 % — особи у віці 18—64 років, 14,7 % — особи у віці 65 років та старші. Медіана віку мешканця становила 23,0 року. На 100 осіб жіночої статі у переписній місцевості припадало 74,6 чоловіків;  на 100 жінок у віці від 18 років та старших — 70,1 чоловіків також старших 18 років.
Середній дохід на одне домашнє господарство  становив 44 393 долари США (медіана — 24 000), а середній дохід на одну сім'ю — 58 729 доларів (медіана — 44 917). Медіана доходів становила 39 196 доларів для чоловіків та 35 278 доларів для жінок. За межею бідності перебувало 28,2 % осіб, у тому числі 37,4 % дітей у віці до 18 років та 2,9 % осіб у віці 65 років та старших.
Цивільне працевлаштоване населення становило 1665 осіб. Основні галузі зайнятості: освіта, охорона здоров'я та соціальна допомога — 44,4 %, мистецтво, розваги та відпочинок — 20,1 %, роздрібна торгівля — 13,0 %.